# Jü Haj
Yu Hai (于海) (1987. június 4. –) kínai labdarúgó, jelenleg a Vitesse játékosa.
Az ügynöke Edmund Chu, aki Du Wei-t is képviseli.
2007-ben szerepelt a 35. Touloni Ifjúsági Tornán, ahol a Kínai-válogatottal a döntőbe jutott, de kikaptak a franciáktól. A kínaiak szépítő gólját Yu Hai szerezte. A tornán ő lett a harmadik legjobb játékos.

## Klub pályafutása statisztikái
Utolsó frissítés: 2008. május 20.
| Szezon | Csapat      | Ország | Osztály | Mérk. | Gólok |
| ------ | ----------- | ------ | ------- | ----- | ----- |
| 2004   | Xian Chanba | CHN    | 1       | ??    | ??    |
| 2005   | Xian Chanba | CHN    | 1       | ??    | ??    |
| 2006   | Xian Chanba | CHN    | 1       | ??    | ??    |
| 06/07  | Vitesse     | NED    | 1       | 2     | 0     |
| 07/08  | Vitesse     | NED    | 1       | 8     | 0     |